# Vinamilk
Vinamilk ist der größte Lebensmittelkonzern in Vietnam sowie laut UNDP-Bericht aus dem Jahr 2007 an 15. Stelle der vietnamesischen Unternehmen. Vinamilk hat rund 3.000 Beschäftigte in acht inländischen Werken, sowie eine breite Produktpalette mit über 200 Milchrohstoffen und Milchprodukte, Säften und Bieren. Produktmarken sind beispielsweise VFresh, Dielac und Yomilk. Vinamilk hat bei Milchprodukten einen Marktanteil von 75 Prozent und verfügt über ein dichtes Vertriebsnetz von Vertretungen und Agenturen in allen vietnamesischen Provinzen. Vinamilk-Produkte werden in verschiedene Länder Südostasiens, Australien, die Vereinigten Staaten, Frankreich, Kanada, Polen, Deutschland und den Nahen Osten, beispielsweise in den Irak, exportiert.

## Geschichte
Gegründet wurde das Unternehmen 1976 mit dem Namen Southern Coffee-Dairy Company als dem Landwirtschaftsministerium unterstellte Molkerei. Seit der Umwandlung zur Aktiengesellschaft 2003 lauten der volle Name des ehemaligen Staatsbetriebes Viet Nam Dairy Products Joint-Stock Company (VINAMILK) und der Firmenslogan International quality, Vinamilk quality. Zwei Beispiele für Joint Ventures: 2005 wurde mit der Campina BV (Niederlande), heute FrieslandCampina, die Campina Joint Venture Company gegründet. Im gleichen Jahr wurde mit der SABMiller Asia B.V. ein 45 Million-Dollar-Venture mit dem Namen SABMiller Vietnam Joint Venture Company Ltd. zum Bau einer Brauerei in der Provinz Bình Dương abgeschlossen. 
Der Börsengang erfolgte 2006 mit dem Listing des Papieres an der Börse Ho Chi Minh City Stock Exchange (HoSE). Das Aktien-Kürzel lautet VNM, in Deutschland ist es nicht handelbar. Ein Fonds der Deutschen Bank hat sich mit knapp 20 Prozent an Vinamilk beteiligt. Mit der Eröffnung der An Khang Clinic 2006 in Ho-Chi-Minh-Stadt ist ein Wandel zum Mischkonzern erkennbar.

## Produktionsstätten
- Molkerei Bình Định
- Molkerei Can Tho
- Molkerei Dielac, Biên Hòa
- Molkerei Hanoi
- Molkerei Nghe An
- Molkerei Saigon
- Molkerei Thong Nhat
- Molkerei Truong Tho

## Haupt-Marken
- Dielac
- VFresh (Saft und Sojamilch)
- Vinamilk und Vinamilk café
- Yomilk (Joghurt-Produkte)